# World Matchplay (darts)
Het World Matchplay (ook wel Betfred World Matchplay) is een internationaal dartstoernooi en een van de major toernooien georganiseerd door de Professional Darts Corporation. Dit toernooi behoort tot de drie grote toernooien en is daardoor onderdeel van de prestigieuze 'Triple Crown'. Sinds 1994 bevolken jaarlijks iedere juli ongeveer 2000 toeschouwers de Winter Gardens in de Engelse havenstad Blackpool voor het volgen van het World Matchplay. In 2020 werd het toernooi vanwege de Coronapandemie achter gesloten deuren gespeeld in de Marshall Arena (doorgaans speellocatie van The Masters) in Milton Keynes.
Het World Matchplay kent een legsysteem. Dit spelsysteem zorgde door de jaren heen al voor vele verrassende resultaten en uitschakelingen. Larry Butler versloeg bij de openingsfinale in 1994 Dennis Priestley. Dartlegende Phil Taylor won het evenement zestien keer, waaronder vijf toernooizeges in successie in de periode 2000-2004 en zeven toernooizeges in successie in de periode 2008-2014.
Er wordt door 32 darters gestreden om de titel in Blackpool. Vanaf 2022 bedraagt het totale prijzengeld ₤ 800.000; de winnaar gaat met een cheque van ₤ 200.000 naar huis. In 2015 was Michael van Gerwen de eerste Nederlander die het toernooi won.
Sinds de editie van 2018 wordt er gestreden om de Phil Taylor Trophy.

## Sponsors
| Sponsor     | Jaren     |
| ----------- | --------- |
| Proton Cars | 1994      |
| Webster's   | 1995–1997 |
| Geen        | 1998–1999 |
| Stan James  | 2000–2010 |
| Skybet      | 2011      |
| Betfair     | 2012      |
| BetVictor   | 2013-2018 |
| Betfred     | 2019-     |

## Finales
| Jaar | Winnaar (gemiddelde in finale) | Legs    | Runner-up (gemiddelde in finale) | Prijzenpot | Winnaar   | Runner-up |
| ---- | ------------------------------ | ------- | -------------------------------- | ---------- | --------- | --------- |
| 1994 | Larry Butler (92,70)           | 16 – 12 | Dennis Priestley (91,59)         | £ 42.800   | £ 10.000  | £ 6.000   |
| 1995 | Phil Taylor (90,72)            | 16 – 11 | Dennis Priestley (87,63)         | £ 42.800   | £ 10.000  | £ 6.000   |
| 1996 | Peter Evison (100,51)          | 16 – 14 | Dennis Priestley (96,67)         | £ 52.000   | £ 12.000  | £ 7.000   |
| 1997 | Phil Taylor (106,32)           | 16 – 11 | Alan Warriner-Little (98,42)     | £ 48.000   | £ 12.000  | £ 6.000   |
| 1998 | Rod Harrington (95,03)         | 19 – 17 | Ronnie Baxter (94,07)            | £ 58.000   | £ 14.000  | £ 7.000   |
| 1999 | Rod Harrington (85,95)         | 19 – 17 | Peter Manley (86,91)             | £ 58.000   | £ 14.000  | £ 7.000   |
| 2000 | Phil Taylor (100,32)           | 18 – 12 | Alan Warriner-Little (97,14)     | £ 58.000   | £ 14.000  | £ 7.000   |
| 2001 | Phil Taylor (99,57)            | 18 – 10 | Richie Burnett (90,99)           | £ 65.000   | £ 14.000  | £ 7.000   |
| 2002 | Phil Taylor (98,76)            | 18 – 16 | John Part (94,14)                | £ 75.500   | £ 15.000  | £ 7.500   |
| 2003 | Phil Taylor (94,38)            | 18 – 12 | Wayne Mardle (97,44)             | £ 80.000   | £ 15.000  | £ 8.000   |
| 2004 | Phil Taylor (100,20)           | 18 – 8  | Mark Dudbridge (89,24)           | £ 100.000  | £ 20.000  | £ 10.000  |
| 2005 | Colin Lloyd (97,89)            | 18 – 12 | John Part (94,53)                | £ 120.000  | £ 25.000  | £ 12.500  |
| 2006 | Phil Taylor (100,08)           | 18 – 11 | James Wade (90,01)               | £ 150.000  | £ 30.000  | £ 15.000  |
| 2007 | James Wade (96,83)             | 18 – 7  | Terry Jenkins (91,62)            | £ 200.000  | £ 50.000  | £ 20.000  |
| 2008 | Phil Taylor (109,47)           | 18 – 9  | James Wade (102,58)              | £ 300.000  | £ 60.000  | £ 30.000  |
| 2009 | Phil Taylor (106,05)           | 18 – 4  | Terry Jenkins (92,32)            | £ 400.000  | £ 100.000 | £ 50.000  |
| 2010 | Phil Taylor (105,16)           | 18 – 12 | Raymond van Barneveld (100,11)   | £ 400.000  | £ 100.000 | £ 50.000  |
| 2011 | Phil Taylor (103,84)           | 18 – 8  | James Wade (98,84)               | £ 400.000  | £ 100.000 | £ 50.000  |
| 2012 | Phil Taylor (98,97)            | 18 – 15 | James Wade (95,92)               | £ 400.000  | £ 100.000 | £ 50.000  |
| 2013 | Phil Taylor (111,23)           | 18 – 13 | Adrian Lewis (105,92)            | £ 400.000  | £ 100.000 | £ 50.000  |
| 2014 | Phil Taylor (107,19)           | 18 – 9  | Michael van Gerwen (101,49)      | £ 450.000  | £ 100.000 | £ 50.000  |
| 2015 | Michael van Gerwen (99,91)     | 18 – 12 | James Wade (90,37)               | £ 450.000  | £ 100.000 | £ 50.000  |
| 2016 | Michael van Gerwen (103,93)    | 18 – 10 | Phil Taylor (101,13)             | £ 450.000  | £ 100.000 | £ 50.000  |
| 2017 | Phil Taylor (104,24)           | 18 – 8  | Peter Wright (99,74)             | £ 500.000  | £ 115.000 | £ 55.000  |
| 2018 | Gary Anderson (101,12)         | 21 – 19 | Mensur Suljović (104,43)         | £ 500.000  | £ 115.000 | £ 55.000  |
| 2019 | Rob Cross (95,16)              | 18 – 13 | Michael Smith (95,91)            | £ 700.000  | £ 150.000 | £ 70.000  |
| 2020 | Dimitri Van den Bergh (98,31)  | 18 – 10 | Gary Anderson (92,81)            | £ 700.000  | £ 150.000 | £ 70.000  |
| 2021 | Peter Wright (105,90)          | 18 – 9  | Dimitri Van den Bergh (100,88)   | £ 700.000  | £ 150.000 | £ 70.000  |
| 2022 | Michael van Gerwen (101,19)    | 18 – 14 | Gerwyn Price (96,92)             | £ 800.000  | £ 200.000 | £ 100.000 |
| 2023 | Nathan Aspinall (96,21)        | 18 – 6  | Jonny Clayton (93,56)            | £ 800.000  | £ 200.000 | £ 100.000 |
| 2024 | Luke Humphries (100,94)        | 18 – 15 | Michael van Gerwen (98,74)       | £ 800.000  | £ 200.000 | £ 100.000 |
| 2025 | Luke Littler (107,24)          | 18 – 13 | James Wade (101,54)              | £ 800.000  | £ 200.000 | £ 100.000 |

## Finalisten
| Speler                | Gewonnen | Runner-up |
| --------------------- | -------- | --------- |
| Phil Taylor           | 16       | 1         |
| Michael van Gerwen    | 3        | 2         |
| Rod Harrington        | 2        | 0         |
| James Wade            | 1        | 6         |
| Gary Anderson         | 1        | 1         |
| Dimitri Van den Bergh | 1        | 1         |
| Peter Wright          | 1        | 1         |
| Nathan Aspinall       | 1        | 0         |
| Luke Humphries        | 1        | 0         |
| Luke Littler          | 1        | 0         |
| Larry Butler          | 1        | 0         |
| Rob Cross             | 1        | 0         |
| Peter Evison          | 1        | 0         |
| Colin Lloyd           | 1        | 0         |
| Dennis Priestley      | 0        | 3         |
| John Part             | 0        | 2         |
| Terry Jenkins         | 0        | 2         |
| Alan Warriner-Little  | 0        | 2         |
| Raymond van Barneveld | 0        | 1         |
| Ronnie Baxter         | 0        | 1         |
| Richie Burnett        | 0        | 1         |
| Jonny Clayton         | 0        | 1         |
| Mark Dudbridge        | 0        | 1         |
| Adrian Lewis          | 0        | 1         |
| Peter Manley          | 0        | 1         |
| Wayne Mardle          | 0        | 1         |
| Gerwyn Price          | 0        | 1         |
| Michael Smith         | 0        | 1         |
| Mensur Suljović       | 0        | 1         |

## Nine-dart finishes
| Speler                | Jaar | Ronde        | Resultaat | Tegenstander     |
| --------------------- | ---- | ------------ | --------- | ---------------- |
| Phil Taylor           | 2002 | Kwartfinale  | Gewonnen  | Chris Mason      |
| Raymond van Barneveld | 2010 | 1e ronde     | Gewonnen  | Denis Ovens      |
| John Part             | 2011 | 1e ronde     | Verloren  | Mark Webster     |
| Michael van Gerwen    | 2012 | 2e ronde     | Gewonnen  | Steve Beaton     |
| Wes Newton            | 2012 | 2e ronde     | Verloren  | Justin Pipe      |
| Phil Taylor           | 2014 | 2e ronde     | Gewonnen  | Michael Smith    |
| Gary Anderson         | 2018 | Kwartfinale  | Gewonnen  | Joe Cullen       |
| Gerwyn Price          | 2022 | Halve finale | Gewonnen  | Danny Noppert    |
| Dimitri Van den Bergh | 2024 | 1e ronde     | Gewonnen  | Martin Schindler |
| Luke Littler          | 2025 | Halve finale | Gewonnen  | Josh Rock        |

1994 · 1995 · 1996 · 1997 · 1998 · 1999 · 2000 · 2001 · 2002 · 2003 · 2004 · 2005 · 2006 · 2007 · 2008 · 2009 · 2010 · 2011 · 2012 · 2013 · 2014 · 2015 · 2016 · 2017 · 2018 · 2019 · 2020 · 2021 · 2022 · 2023 · 2024 · 2025